# Velo Antwerpen
Velo Antwerpen is het publieke fietssysteem van de Belgische stad Antwerpen. De exploitatie is toegewezen aan Clear Channel, dat gelijkaardige systemen uitbaat in andere steden (type Smart Bike). Het systeem werkt met een jaarkaart (via RFID), weekpas of dagpas en is bedoeld voor inwoners, pendelaars en toeristen.
De fietsen beschikken over vaste standplaatsen op het openbare domein in het werkingsgebied.

## Geschiedenis
In 2010 ging Stad Antwerpen op zoek naar een uitbater voor een publiek fietsdeelsysteem. Deze werd gevonden: Clear Channel.
Het fietssysteem ging van start op 9 juni 2011 met 80 stations en 1000 fietsen. Tijdens fase één bestond het netwerk uit een 85-tal automatische stallingsstations, die verspreid doorheen het district Antwerpen zo'n 300 meter uit elkaar lagen.
Door het initiële succes ontstond er in mei 2012 een wachtlijst voor het verkrijgen van een jaarkaart. Deze wachtlijst verdween even wanneer in 2013 de tweede fase in gebruik genomen werd: er kwamen 800 fietsen en 70 stations bij. In 2015 werd een uitbreiding naar de andere districten aangekondigd en werd er opnieuw een wachtlijst ingesteld. In januari 2017 stonden er zo 16.000 mensen op de wachtlijst.
Begin 2017 kwamen er 122 stations bij en werd het aantal fietsen opgetrokken, zodat dit in verhouding bleef tot het totaal aantal stations (verhoging van 1800 naar 3150 fietsen). Eind 2017 waren er 300 actieve stations en 3600 fietsen. Het stadsbestuur ging voor deze uitbreiding een partnership aan.
Tussen 2017 en 2019 kwamen er nog eens 400 fietsen bij, gevolgd door een verdere verhoging in 2019 naar 4200 fietsen.
Velo Antwerpen beschikte aanvankelijk over fietsen met een ketting, maar later introduceerde men ook fietsen met een cardanas, die evenwel zwaarder trapten. Later koos men weer bewust voor meer fietsen met een ketting. Midden 2021 waren er 305 stations met 4200 fietsen.
Voor het jaar 2020 ontving Service2Cities NV 5,3 miljoen euro subsidies voor Velo Antwerpen.

## Werking
De Velo-fietsen zijn 365 dagen per jaar en 24 uur per dag beschikbaar voor gebruikers vanaf 16 jaar. Het doel van het systeem is het bevorderen van korte ritjes. Inkomsten worden gehaald uit de verhuur van de fietsen. Om een fiets te kunnen gebruiken, heeft men een abonnement (jaarkaart), weekpas of dagpas nodig.
Met de jaarkaart, die voorzien is van een RFID-chip, kunnen fietsen contactloos ontgrendeld worden aan het fietsstation. Hiervoor moet de gebruiker de kaart tegen de kaartlezer op de kiosk (automaat) houden.
Gebruikers van dag- en weekpassen ontvangen geen kaart maar een gebruikerscode. Deze gebruikerscode dient samen met een zelfgekozen PIN-code ingetoetst te worden op de automaat die aan een fietsstation staat om een fiets uit te lenen.
Ritten tot 30 minuten zijn gratis, daarna moet er extra worden betaald. De prijsstructuur is erop gericht kort gebruik te bevorderen. Het is mogelijk zo vaak als gewenst (gratis) opnieuw een fiets te nemen na een wachttijd van 5 minuten. Doel is de gebruikers ertoe te bewegen de fiets zo snel mogelijk weer in een stallingsstation terug te zetten zodat deze weer beschikbaar is voor een andere gebruiker. De fiets kan maximaal vier uur aan een stuk gebruikt worden.

## Dienstverlening
Het systeem heeft bijkomende regulering nodig om optimaal te werken, om volle en lege stallingsstations te vermijden. Daarom is elk station uitgerust met een systeem dat de bezettingsgraad van de stations doorgeeft aan een centraal beheersysteem. Zo kan de operationele dienst ervoor zorgen dat er tijdens de service-uren in elk station zowel voldoende fietsen beschikbaar zijn alsook voldoende plaatsen om fietsen terug te kunnen zetten. Waar nodig verplaatsen servicemedewerkers fietsen naar andere stations. Dit gebeurt in samenwerking met de sociale werkplaats Levanto (Fietshaven).
Bij problemen bij het ontlenen van een fiets aan een station, of bij het terugzetten van een fiets in een station, kan de telefonische helpdesk bereikt worden. Dit telefoonnummer staat achteraan op de jaarkaart vermeld.

## Fietsen
Er zijn verschillende generaties fietsen in omloop: fietsen met een cardanas en fietsen met een ketting. Deze gebruiken hetzelfde dockingsysteem en beschikken allen over een voorlicht, een achterlicht en een bel.
Elke fiets heeft een uniek nummer dat op het spatbord vermeld wordt.
Het is toegelaten om buiten de zone te fietsen. Een fiets dient echter steeds terug gestald te worden binnen de zone in een fietsstation van Velo Antwerpen.

## Stations
Elk station heeft een naam en een stationsnummer. Dit stationsnummer kan gebruikt worden om problemen te melden aan het station of met het terugplaatsen / uitlenen van fietsen.
In de app van Velo Antwerpen, beschikbaar voor Android en iOS, kunnen de stations opgezocht worden evenals de status: aantal vrije plaatsen en aantal beschikbare fietsen. De stations bevinden zich binnen en buiten singel en daarnaast ook op Linkeroever en in Hoboken.

## Gebruikscijfers
- 55.000 abonnees (jaarabonnementen) midden 2021[9]
- 15.898 dagpassen in 2012 (31 434 totaal in periode juni 2011 t/m mei 2013)
- 3.433 weekpassen in 2012 (5499 totaal in periode juni 2011 t/m mei 2013)
- 6,8 miljoen verplaatsingen in 2019[10], in 2021 was dit gedaald tot 4,5 miljoen ritten[11]
- 18.678 verplaatsingen per dag (gemiddeld over 2019)[10]
- 4,7 ritten gemiddeld per dag per actieve fiets (in 2018)
- 167 dagen met 6.000 of meer ritten in 2012
- 27.132 ritten op topdag 24 oktober 2019[9]
- 8 ritten per abonnee per maand (2021)[9]
- 40.238.834 verplaatsingen (2011-2021)[9]